# Stenderup (Sønderborg Kommune)
 For alternative betydninger, se Stenderup. (Se også artikler, som begynder med Stenderup)
Stenderup er en landsby på halvøen Sundeved i Sønderjylland, beliggende 3 km syd for Vester Sottrup og 3 km nordvest for Dybbøl. Landsbyen hører til Sønderborg Kommune og ligger i Region Syddanmark.
Stenderup hører til Nybøl Sogn. Nybøl Kirke ligger i Nybøl 2 km sydvest for Stenderup.

## Historie
Under Treårskrigen holdt Kong Frederik 7. i 1848 krigsråd på gården Tavhav i Stenderup.
Stenderup havde et trinbræt på Broagerbanen, der gik mellem Vester Sottrup og Skelde 1910-32.
Under 1. verdenskrig (1914-18), hvor Sønderjylland hørte under Tyskland, blev også dansksindede fra Stenderup sendt i krig for Tyskland mod deres vilje. Nogle flygtede nord for grænsen ved Kongeåen for at undgå indkaldelse. På de gårde, hvor manden var sendt i krig, kom der russiske krigsfanger for at arbejde på gården. Efter endt arbejdstid blev de ført tilbage til fangelejren. Det lykkedes for nogle at flygte via Als til Fyn.
Det såkaldte Stenderupslag i april 1932 opstod efter en gårdejer blev sat ud af fogeden.
Ved Katastrofen på Haderslev Dam 8. juli 1959 gik det hårdt ud over familien Paulsen Berg fra gården Skovvang i Stenderup. Familien er begravet på Nybøl Kirkegård.

## Sundeved-Centeret
I 1903 blev Stenderup Frimenighedskirke opført på Stenderup Kirkebakke som en af de 6 danske frikirker i Sønderjylland. I 1912 blev der også opført en præstegård, men da præsten i 1915 blev indkaldt til krigstjeneste, ophørte de kirkelige handlinger. Efter Genforeningen i 1920 valgte frimenigheden at fortsætte, men interessen var dalende, da der nu var mange danske kirker i området. Der blev i mange år kun holdt få gudstjenester, dog med en opblomstring under Besættelsen.
I 1970 blev kirken og præstegården overdraget til en kreds med tilknytning til Indre Mission, søndagsskolerne og KFUM og KFUK i Sønderjylland. Kredsen oprettede den selvejende institution Sundeved-Centeret. Præstegården blev ombygget og rummer en sal med plads til 80 spisende gæster samt 41 senge i 14 værelser af forskellig størrelse. Centret bruges til lejrskoler, kurser, bibelcamping og familiefester. Kirken kan også lejes, fx til bryllup.